# Being as an Ocean
Being as an Ocean est un groupe américain de hardcore mélodique, originaire d'Alpine, en Californie. Formé en 2011, le groupe a déjà publié cinq albums studio, Dear G-d...(2012), How We Both Wondrously Perish(2013), un album éponyme (2015), Waiting For Morning to Come (2017) - ainsi que sa version Deluxe incluant 3 nouveaux morceaux en 2018 - et Proxy: An A.N.I.M.O Story (2019). How We Both Wondrously Perish sort en mai 2014 et se classe à la 57e place du Billboard 200 en Amérique du Nord.

## Histoire

### Formation etDear G-d...(2011–2013)
Being as an Ocean est formé en 2011, après que le groupe Vanguard, dans lequel se trouvaient tous les membres fondateurs, a été dissout. Le nom du groupe vient d'une citation de Mahatma Gandhi ; « You must not lose faith in humanity. Humanity is like an ocean; if a few drops of the ocean are dirty, the ocean does not become dirty ».
Le guitariste Tyler Ross a écrit la totalité du premier album juste après la formation du groupe. Les démos des sons The Hardest Part Is Forgetting Those You Swore You Would Never Forget et Humble Servant, Am I ont été ajoutées à leur page Myspace le 4 janvier 2011. Les pistes de Dear G-d... ont été enregistrées dans un hôtel nommé The Palms et envoyées à Brian Hood pour qu'il en fasse le mixage et le mastering. Le premier single de l'album, Dear G-d, sort le 3 janvier 2012, et est unanimement bien accueilli. Peu après, Jacob Prest rejoint le groupe en tant que guitariste rythmique.
Being as an Ocean est sous contrat avec le label InVogue Records de 2012 à 2015.
Being as an Ocean se lance dans des tournées dans 10 pays, comme le Canada, l'Ukraine, la Georgie, le Royaume-Uni, la France et l'Australie accompagnés des groupes comme Counterparts, Hundredth, Sierra, Liferuiner, Napoleon, et The Elijah. Ils sortent un album face B de Dear G-d intitulé The People Who Share My Name courant 2012.

### Changements etHow We Both Wondrously Perish(2013–2015)

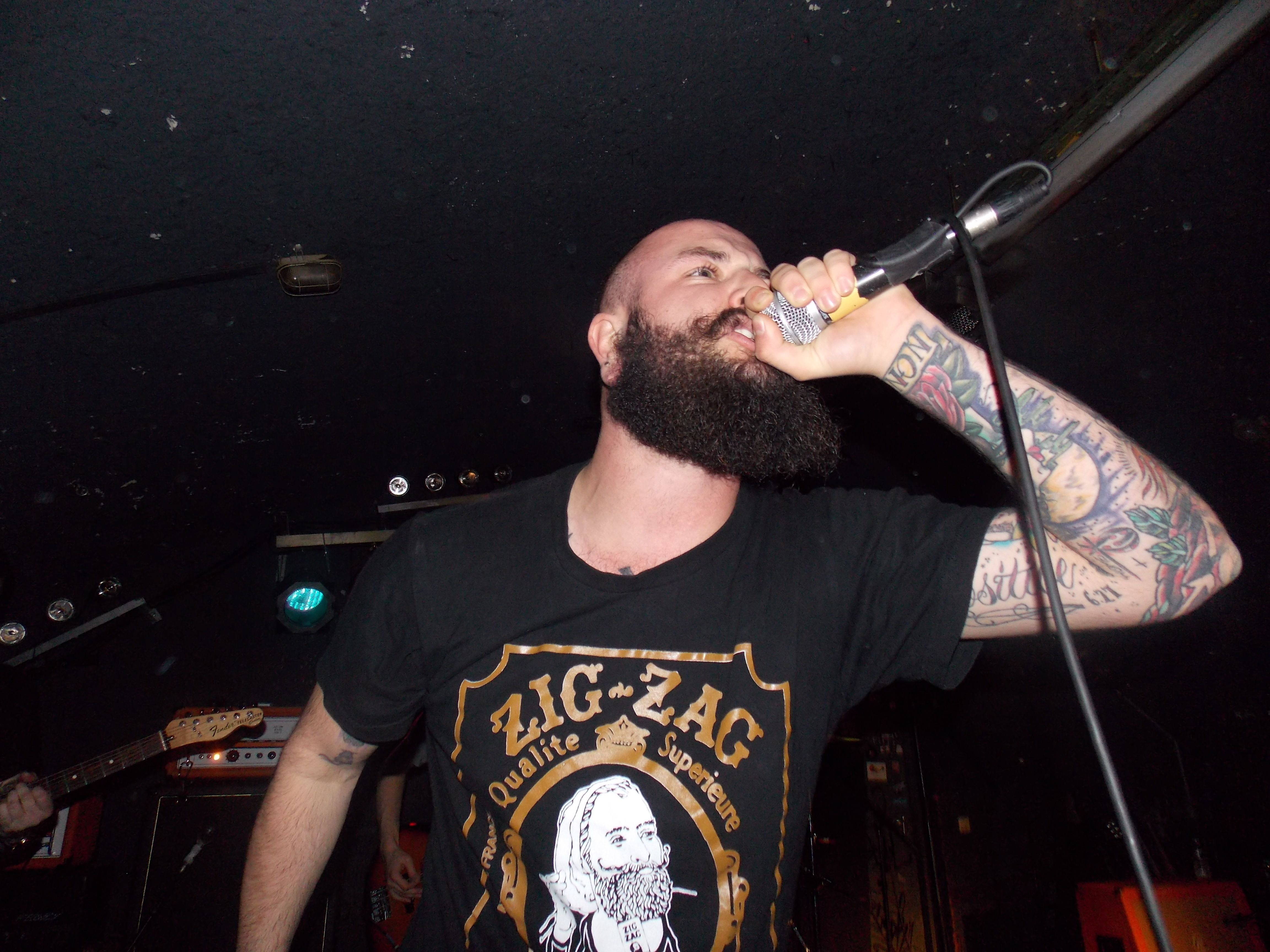
Joel Quartuccio, chanteur principal, en concert à Trèves, en Allemagne, en 2014.

En 2013, Shad Hamawe et Jacob Prest quittent le groupe en raison du calendrier des tournées qu'ils jugent trop chargé. Les membres restants continuent à enregistrer tout en cherchant d'autres membres pour les remplacer. Connor Denis, du groupe de punk hardcore Sleep Patterns, devient leur nouveau batteur. Avec cette nouvelle formation, ils commencent à écrire et à enregistrer leur nouvel album, qui sort courant 2014. 
Michael McGough, du groupe de post-hardcore The Elijah, est également présenté comme nouveau guitariste du groupe. Le 25 février, ils révèlent la couverture de l'album How We Both Wondrously Perish et annoncent la date de sa sortie. Un titre de l'album, Death's Great Black Wing Scrapes the Air, est publié sur iTunes. L'album est enregistré à Atlanta, en Géorgie dans les studios Glow in the Dark Studios et est sorti le 6 mai 2014.

### Being as an Ocean(2015–2017)
Le groupe sort un album homonyme, Being as an Ocean, le 29 juin 2015. Ils joueront également l'intégralité du Warped Tour. Le 7 mai 2015, ils sortiront Little Richie, le premier titre issu de l'album, et confirment que la sortie de ce dernier aura lieu le 30 juin 2015. Ils sortiront ensuite Sleeping Sicarii, Forgiving is Forgetting the I, et Sins of The Father comme titres additionnels.[réf. nécessaire]  Le 21 novembre 2015, Connor Dennis se sépare du groupe afin de poursuivre une carrière de batteur professionnel de session et de tournée. 
Le 25 février 2016, est annoncé la venue d’un nouveau batteur, Jesse Shelley (ancien batteur live du groupe Sleepwave).

### Waiting for Morning to Comeet indépendance (2017–2018)
À la fin de l’année 2016, Being as an Ocean annonce que leur quatrième album studio Waiting for Morning to Come sortirait le 9 juin 2017, cependant, la date de sortie n’est pas respecté. Ce retard inattendu est dû à un litige entre le groupe et le label. Cependant aucune explication n’est donnée à l'époque par le groupe ou Equal Vision Records. Le 14 août 2017, Tyler Ross confirme que le groupe avait acheté et sécurisé les droits de l'album et que celui-ci sortirait de manière indépendante le 8 septembre. Le groupe le déclare officiellementsur son compte Facebook le 19 août qu'il était devenu un groupe indépendant après avoir racheté son contrat avec Equal Vision.
Being as an Ocean sortira deux singles de l'album dans les semaines qui suivent, le premier étant Thorns et le second étant Black and Blue, qui avait été interprété en live avant sa sortie. Le 20 juillet 2018, le groupe sort le single Alone.

### Proxy: An A.N.I.M.O. Story(depuis 2019)
Dans une interview accordée à Dead Press! le 4 novembre 2018, alors que le groupe est en tournée à Londres dans le cadre de l'Impericon Never Say Die! Tour, Michael McGough confirme que le groupe avait enregistré un nouvel album de 11 titres, et s'attend à le sortir début 2019. Il sera nommé Proxy: An A.N.I.M.O Story.
En octobre 2021, le groupe annonce via le réseau social Facebook la séparation de deux membres fondateurs que sont le bassiste Ralph Sica et le guitariste Tyler Ross, à travers un communiqué de Joel Quartuccio. Le même mois, ils annonce le single Lost.
Le 29 juin 2023, Being as an Ocean annonce sa tournée Swallowed by the Earth avec Of Virtue and Senna, qui commencera dès le 23 août 2023.
Le 2 février 2024, Being as an Ocean a sorti son sixième album complet, Death Can Wait, sur le label Out of Line Music.

## Styles et influences musicales
Le style musical du groupe a été décrit comme du post-hardcore,, du hardcore mélodique,, du post-rock, et du spoken word. Gregory Heaney, rédacteur d'AllMusic, les a caractérisés comme un « groupe de post-hardcore avec un son mélodique et plaintif ponctué d'explosions d'agressivité », tandis qu’Indie Vision Music a déclaré que leur musique mélangeait « du hardcore mélodique, du rock atmosphérique et de la musique parlée semblable à La Dispute, Listener ou MewithoutYou ». Le chanteur Joel Quartuccio a été remarqué pour sa « livraison vocale passionnée » avec son « mélange de mots parlés et de voix traditionnelles hurlées peignant des tapisseries passionnées ». L'ajout de Connor Denis et Michael McGough à la formation a marqué une transition dans leur style, tandis que leur premier album Dear G-d... « mettait en avant beaucoup d'émotions humaines à travers son lyrisme ultra-personnel, How We Both Wondrously Perish libérait une grande partie de ses émotions dans une musicalité brillante, alors que le groupe resserrait son instrumentation et ajoutait de nouvelles dynamiques à son son - la plus importante étant l'ajout du guitariste et chanteur Michael McGough ».
Les paroles de l’album Dear G-D, parlent d'expériences de vie, d'émotions, d'idées et de conversations que Joel Quartuccio « a eues à propos de Dieu, de l'espoir, de l'amour, de l'humilité, de la force, de la douleur, de la dépression, de la perte et de la vie ». Tout au long des albums suivants, ces thèmes continuent d'être la principale source d'inspiration des paroles.
Certaines des premières influences sont MewithoutYou, Sigur Rós, Oceana, Bring Me the Horizon, Listener, Verse, Comeback Kid, Underoath, Touché Amoré, et La Dispute

## Membres

### Membres actuel
- Joel Quartuccio – chant (depuis 2011)
- Michael McGough – guitare rythmique, chant (depuis 2013)

### Anciens membres
- Shad Hamawe – batterie, percussion (2011–2013)
- Jacob Prest – guitare rythmique, chant (2011–2013)
- Connor Denis – batterie, percussion (2013–2015)
- Tyler Ross – guitare solo (2011–2021)
- Ralph Sica – basse (2011–2021)
- Garrett Harney – batterie (2018–2021)

### Musiciens de tournée
- Anthony Ghazel – batterie (2017–2018)
- Jesse Shelley – batterie (2015–2017)

## Discographie

### Albums studio
| Année | Titre                         | Label           | Meilleure position | Meilleure position | Meilleure position | Meilleure position | Meilleure position | Meilleure position |
| Année | Titre                         | Label           | US 200             | US Indie           | US Alt.            | US Rock            | AUS                | ALL                |
| ----- | ----------------------------- | --------------- | ------------------ | ------------------ | ------------------ | ------------------ | ------------------ | ------------------ |
| 2012  | Dear G-d...                   | InVogue Records | —                  | 115                | —                  | —                  | —                  | —                  |
| 2014  | How We Both Wondrously Perish | InVogue Records | 57                 | 9                  | 10                 | 17                 | —                  | —                  |
| 2015  | Being as an Ocean             | InVogue Records | —                  | 11                 | 17                 | 25                 | 99                 | 56                 |
| 2017  | Waiting for Morning to Come   | Indépendant     | —                  | 38                 | —                  | —                  | —                  | —                  |
| 2019  | Proxy: An A.N.I.M.O. Story    | Indépendant     | —                  | —                  | —                  | —                  | —                  | —                  |
| 2024  | Death Can Wait                |                 |                    |                    |                    |                    |                    |                    |

### Démos
- 2011 : MySpace Demos
- 2013 : The People Who Share My Name - Dear G-d... (face B) (InVogue Records)

## Clips
- Dear G-d (2012)
- The Hardest Part Is Forgetting Those You Swore You Would Never Forget (2012)
- Salute e Vita (2013)
- "Nothing, Save the Power They're Given (2013)
- L'exquisite Douleur (2014)
- Mediocre Shakespeare (2014)
- Little Richie (2015)
- Death's Great Black Wing... (2015)
- Dissolve (2016)
- This Loneliness Won't Be The Death of Me (2017)[21]
- Alone (2018)
- OK" (2018)
- Know My Name (2018)
- Play Pretend (2019)
- Catch the Wind (2021)
- Lost (2021)